# Đường sắt đô thị Thành phố Hồ Chí Minh
Đường sắt đô thị Thành phố Hồ Chí Minh (tiếng Anh: Ho Chi Minh City Metro, tên viết tắt là HCMC Metro) là hệ thống đường sắt đô thị đang xây dựng tại Thành phố Hồ Chí Minh. Dự án là sự kết hợp giữa metro, xe điện mặt đất (tramway) và tàu một ray (monorail).
Hệ thống bao gồm 12 tuyến với tổng chiều dài là 510 km (Chưa bao gồm chiều dài tuyến xe điện 11 và tuyến 12 đi Cần Giờ).
Tuyến đầu tiên của hệ thống là tuyến số 1 chính thức vận hành từ ngày 22 tháng 12 năm 2024. Tuyến tiếp theo là tuyến số 2 dự kiến vận hành năm 2030.

## Lịch sử

### Các đề xuất trước đó (2001–2012)
Mạng lưới đường sắt đô thị này được đề xuất lần đầu vào năm 2001 như một phần của kế hoạch mạng lưới giao thông công cộng toàn diện bao gồm Thành phố Hồ Chí Minh và các tỉnh lân cận, nhằm mục đích tránh các vấn đề tắc nghẽn giao thông nghiêm trọng đã ảnh hưởng đến các thành phố châu Á khác (chẳng hạn như Hà Nội).
Theo quy hoạch tổng thể ban đầu được đệ trình vào tháng 2 năm 2001, hệ thống tàu điện ngầm sẽ bao gồm sáu tuyến. Kế hoạch ban đầu dự kiến tiêu tốn 1,5 tỷ USD trong 10 năm, là một phần của chương trình trị giá 3,35 tỷ USD nhằm xây dựng hệ thống đường sắt đô thị phục vụ Thành phố Hồ Chí Minh và các tỉnh lân cận.
Kế hoạch đã được sửa đổi vào năm 2007 và đề xuất không dưới sáu tuyến đường sắt đô thị. Quy hoạch tổng thể phát triển giao thông vận tải của thành phố đến năm 2020 dự kiến phát triển ba tuyến monorail hoặc tàu điện mặt đất với tổng chiều dài 37 km và sáu tuyến tàu điện ngầm với tổng chiều dài 107 km. Chợ Bến Thành ở Quận 1, vốn là trung tâm giao thông xe buýt lớn, sẽ trở thành trung tâm chính kết nối nhiều tuyến.

### Quy hoạch và thi công (2013–nay)

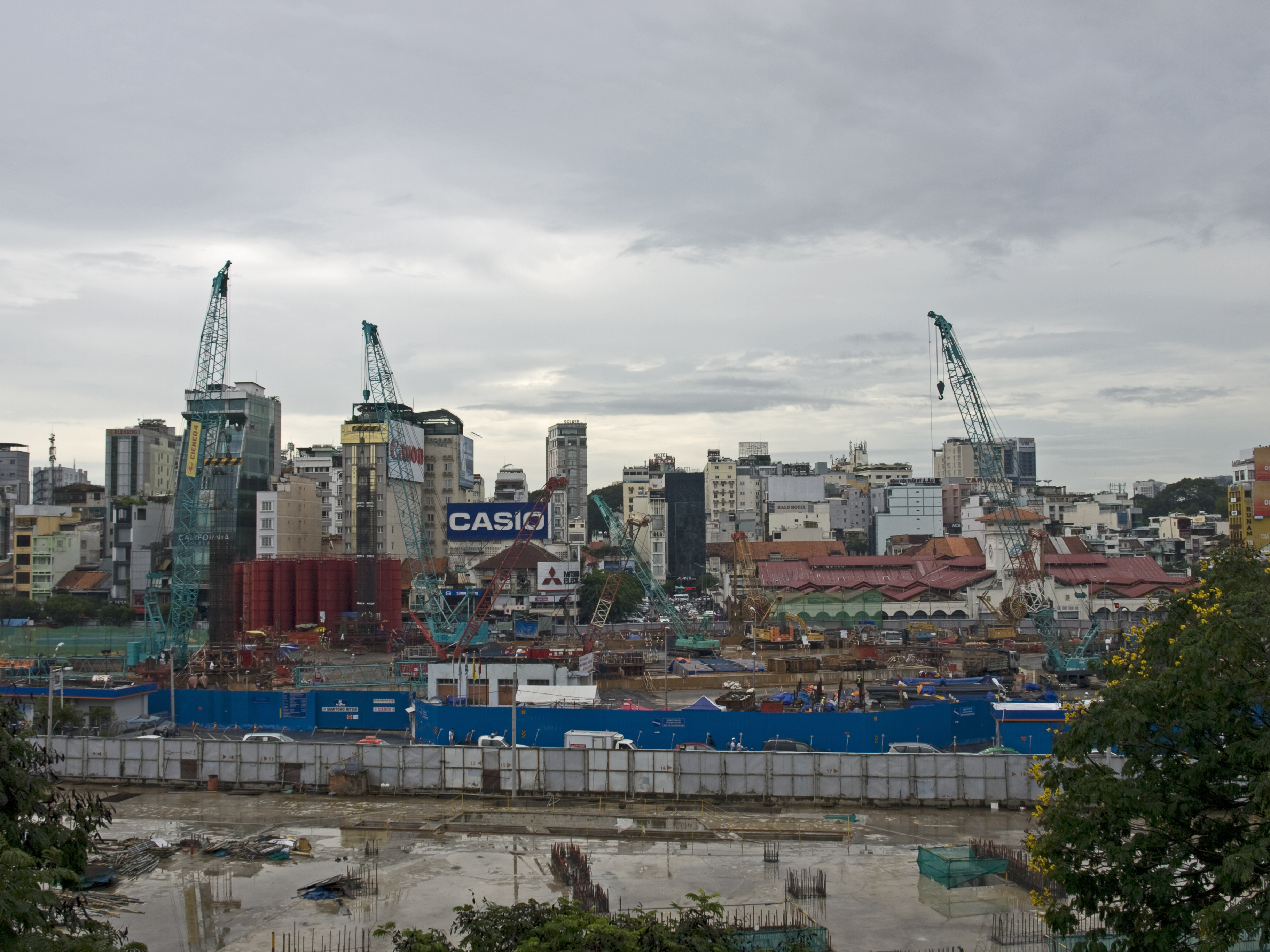
Ga Bến Thành đang thi công (08/2017)

Thời điểm quy hoạch mới nhất cho Tuyến đường sắt đô thị Thành phố Hồ Chí Minh, phiên bản sửa đổi của đề xuất trước đó vào năm 2007, đã được phê duyệt vào ngày 8 tháng 4 năm 2013.
Tuyến đầu tiên của mạng lưới là kết nối Chợ Bến Thành và Khu du lịch Văn hóa Suối Tiên tại Thành phố Thủ Đức, ban đầu dự kiến hoàn thành vào năm 2014. Lễ khởi công xây dựng Tuyến số 1 được khởi công vào ngày 21 tháng 2 năm 2008. Tuy nhiên, do vấn đề kinh phí nên việc xây dựng chỉ được bắt đầu vào năm 2012, đẩy ngày hoàn thành dự án sang năm 2018.
Tuyến số 1 chủ yếu được tài trợ thông qua Hỗ trợ Phát triển Chính thức do Cơ quan Hợp tác Quốc tế Nhật Bản (JICA) cung cấp, phần còn lại được tài trợ từ ngân sách chính quyền thành phố.
Vào tháng 9 năm 2013, một thỏa thuận đã đạt được với Ngân hàng Phát triển Châu Á, Ngân hàng Đầu tư Châu Âu và Chính phủ Tây Ban Nha để cung cấp 850 triệu euro để tài trợ cho việc xây dựng Tuyến số 5, với mọi chi phí bổ sung do Chính phủ Việt Nam tài trợ. Một bản sửa đổi bắt đầu xây dựng năm 2015 đã được cung cấp.
Vào ngày 13 tháng 9 năm 2017, chính quyền thông báo rằng Tuyến số 1 sẽ bị trì hoãn trong hai năm. Chi phí vượt mức, kiểm toán và thanh toán chậm cho nhà thầu đã góp phần gây ra sự chậm trễ. Ngày hoàn thành mục tiêu được ấn định là vào năm 2020. Các nhà quy hoạch kỳ vọng tuyến đường sẽ phục vụ hơn 160.000 hành khách mỗi ngày khi ra mắt, tăng lên 635.000 hành khách vào năm 2030 và 800.000 hành khách vào năm 2040. Tất cả các ga dọc tuyến đường dự kiến sẽ có chỗ ở cho người khuyết tật, với máy bán vé tự động, bốt điện thoại, nhà vệ sinh, cửa tàu điện ngầm và bản tin thông tin dành cho người khuyết tật và khiếm thị.
Ngày 28 tháng 1 năm 2019, Giám đốc Ban quản lý dự án MAUR Dương Hữu Hòa cho biết, tính đến tháng 12/2018, tiến độ xây dựng Tuyến số 1 đã đạt 62%, dưới mục tiêu 65%. Dự án đã bị báo chí địa phương chỉ trích vì liên tục chậm trễ.
Việc xây dựng Tuyến số 2 ban đầu dự kiến khởi công vào năm 2013, bắt đầu đi vào hoạt động vào năm 2018. Tuy nhiên, vào ngày 13 tháng 9 năm 2017, chính quyền địa phương đã kiến nghị Thủ tướng Chính phủ lùi lại việc xây dựng tuyến thứ hai đến năm 2020 và hoàn thành vào năm 2024. Vào tháng 2 năm 2020, ngày khai trương dự kiến tuyến đầu tiên được ấn định vào cuối năm 2021. Không có lý do chậm trễ nào được đưa ra. Chi phí ước tính của tuyến cũng đã tăng từ 1,3 tỷ USD lên hơn 2,1 tỷ USD.
Tháng 12 năm 2020, có thông tin cho rằng một trong những miếng đệm chịu lực, dùng để giữ các dầm bê tông của cầu cạn cho Tuyến số 1, đã rơi ra, khiến một trong các dầm bị dịch chuyển và nứt. Việc nghiên cứu về vụ việc vẫn đang được nhà thầu thực hiện.
Tháng 2 năm 2021, tuyến hoàn thành tuyến tàu điện ngầm đầu tiên được lùi lại đến năm 2022.
Ngày 8 tháng 9 năm 2021, Cơ quan Quản lý Đường sắt Đô thị (MAUR) thông báo rằng Tuyến số 1 sẽ tiếp tục bị trì hoãn. Việc xây dựng dự kiến sẽ hoàn thành vào cuối năm 2023 và bắt đầu vận hành thương mại vào năm 2024.
Ngày 22 tháng 12 năm 2024, tuyến 1 chính thức vận hành thương mại.
Năm 2024, Hội đồng Nhân dân Thành phố Hồ Chí Minh đã thông qua Đề án phát triển hệ thống đường sắt đô thị, cùng với việc Thủ tướng Chính phủ phê duyệt Quyết định số 1711/QĐ-TTg vào ngày 31 tháng 12 năm 2024. Theo đó: Điều chỉnh lộ trình 6 tuyến hiện hữu trong quy hoạch 2013 và bổ sung thêm 6 tuyến mới. Hệ thống Đường sắt đô thị Thành phố Hồ Chí Minh được tăng lên 12 tuyến với tổng chiều dài lên đến 510 km, chưa bao gồm 1 tuyến xe điện và 1 tuyến đi Cần Giờ.
Ngày 9 tháng 3 năm 2025, tuyến 1 chính thức khánh thành.

## Hệ thống đường sắt đô thị
Theo dự thảo Đề án phát triển hệ thống đường sắt đô thị được Hội đồng Nhân dân Thành phố Hồ Chí Minh thông qua vào năm 2024 và Quyết định số 1711/QĐ-TTg của Thủ tướng Chính phủ phê duyệt ngày 31 tháng 12 năm 2024, hệ thống đường sắt đô thị Thành phố Hồ Chí Minh bao gồm: 

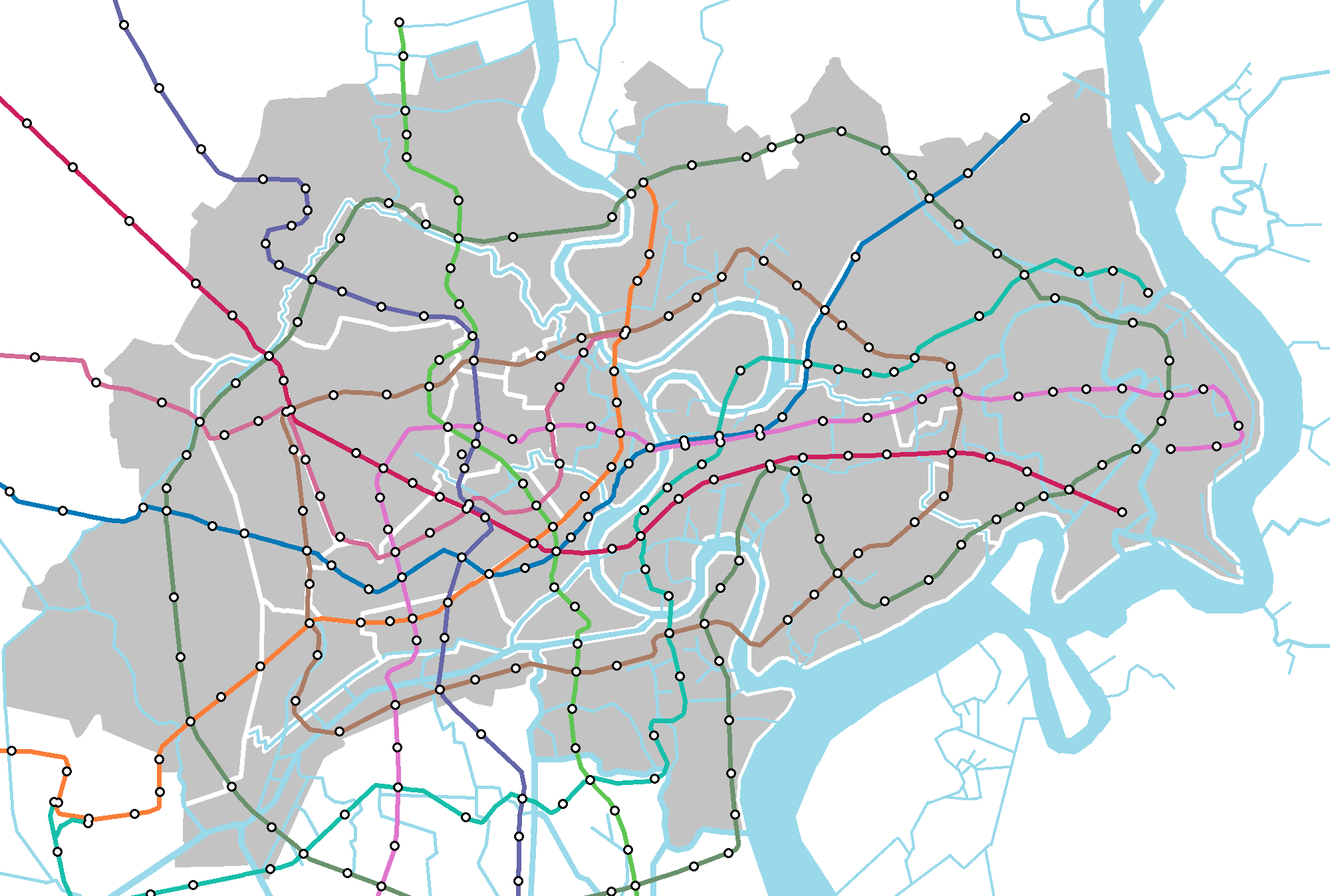
Bản đồ tổng quát quy hoạch toàn bộ các tuyến đường sắt đô thị tại Thành phố Hồ Chí Minh (quy hoạch năm 2024).

| Tuyến                                 | Tuyến        | Hướng tuyến                         | Hướng tuyến                                     | Vận hành  | Số lượng nhà ga | Số lượng nhà ga        | Chiều dài (km) | Depot                             | Trạng thái    |
| Metro                                 | Metro        | Metro                               | Metro                                           | Metro     | Metro           | Metro                  | Metro          | Metro                             | Metro         |
| ------------------------------------- | ------------ | ----------------------------------- | ----------------------------------------------- | --------- | --------------- | ---------------------- | -------------- | --------------------------------- | ------------- |
|                                       | L1 Tuyến 1   | An Hạ (Huyện Bình Chánh)            | Bến Thành (Quận 1)                              | —         | 31              | 18                     | 40,8           | An Hạ, Long Bình                  | Trên kế hoạch |
| Bến Thành (Quận 1)                    | L1 Tuyến 1   | Bến xe Suối Tiên (Thành phố Dĩ An)  | 22/12/2024                                      | 14        | 31              | Đã vận hành            | 40,8           | An Hạ, Long Bình                  |               |
|                                       | L2 Tuyến 2   | Bến xe Sông Tắc (Thành phố Thủ Đức) | Thủ Thiêm (Thành phố Thủ Đức)                   | —         | 9               | 9                      | 62,2           | Long Trường                       | Trên kế hoạch |
| Thủ Thiêm (Thành phố Thủ Đức)         | L2 Tuyến 2   | Bến Thành (Quận 1)                  | —                                               | 42        | 7               | Tham Lương, Phước Hiệp | 62,2           | Trên kế hoạch                     |               |
| Bến Thành (Quận 1)                    | L2 Tuyến 2   | Tham Lương (Quận 12)                | 2030 (Dự kiến)                                  | 42        | 11              | Tham Lương, Phước Hiệp | 62,2           | Đang thi công                     |               |
| Tham Lương (Quận 12)                  | L2 Tuyến 2   | Tỉnh lộ 7 (Huyện Củ Chi)            | —                                               | 42        | 25              | Tham Lương, Phước Hiệp | 62,2           | Trên kế hoạch                     |               |
| An Hạ (Huyện Củ Chi)                  | L2 Tuyến 2   | Bình Mỹ (Huyện Củ Chi)              | —                                               | 13        | 13              | Bình Mỹ                | 62,2           | Trên kế hoạch                     |               |
|                                       | L3 Tuyến 3   | An Hạ (Huyện Bình Chánh)            | Hiệp Bình Phước (Thành phố Thủ Đức)             | —         | 37              | 37                     | 45,8           | An Hạ, Tân Kiên, Hiệp Bình Phước  | Trên kế hoạch |
|                                       | L4 Tuyến 4   | Đông Thạnh (Huyện Hóc Môn)          | Khu đô thị Hiệp Phước (Huyện Nhà Bè)            | —         | 37              | 37                     | 47,3           | Đông Thạnh, Hiệp Phước            | Trên kế hoạch |
|                                       | L5 Tuyến 5   | Bến xe Sông Tắc (Thành phố Thủ Đức) | Khu đô thị Đại học Hưng Long (Huyện Bình Chánh) | —         | 39              | 39                     | 53,9           | Long Trường, Đa Phước             | Trên kế hoạch |
|                                       | L6 Tuyến 6   | Phú Hữu (Thành phố Thủ Đức)         | Bà Quẹo (Quận Tân Bình)                         | —         | 43              | 20                     | 53,8           | Bình Hưng                         | Trên kế hoạch |
| Bà Quẹo (Quận Tân Bình)               | L6 Tuyến 6   | Vòng xoay Phú Lâm (Quận 6)          | —                                               | 7         | 43              |                        | 53,8           | Bình Hưng                         | Trên kế hoạch |
| Vòng xoay Phú Lâm (Quận 6)            | L6 Tuyến 6   | Phú Hữu (Thành phố Thủ Đức)         | —                                               | 15        | 43              |                        | 53,8           | Bình Hưng                         | Trên kế hoạch |
|                                       | L7 Tuyến 7   | Tân Kiên (Huyện Bình Chánh)         | Long Bình (Thành phố Thủ Đức)                   | —         | 36              | 36                     | 51,2           | Tân Kiên, Long Bình               | Trên kế hoạch |
|                                       | L8 Tuyến 8   | Đa Phước (Huyện Bình Chánh)         | Bình Mỹ (Huyện Củ Chi)                          | —         | 40              | 40                     | 42,8           | Đa Phước, Tân Chánh Hiệp, Bình Mỹ | Trên kế hoạch |
|                                       | L9 Tuyến 9   | Bình Triệu (Thành phố Thủ Đức)      | An Hạ (Huyện Bình Chánh)                        | —         | 23              | 23                     | 28,3           | An Hạ                             | Trên kế hoạch |
|                                       | L10 Tuyến 10 | Thủ Thiêm (Thành phố Thủ Đức)       | Khu Công nghệ cao (Thành phố Thủ Đức)           | —         | 69              | 21                     | 83,9           | Tham Lương, Thạnh Mỹ Lợi          | Trên kế hoạch |
| Khu Công nghệ cao (Thành phố Thủ Đức) | L10 Tuyến 10 | Tham Lương (Quận 12)                | —                                               | 18        | 69              |                        | 83,9           | Tham Lương, Thạnh Mỹ Lợi          | Trên kế hoạch |
| Tham Lương (Quận 12)                  | L10 Tuyến 10 | Phong Phú (Huyện Bình Chánh)        | —                                               | 13        | 69              |                        | 83,9           | Tham Lương, Thạnh Mỹ Lợi          | Trên kế hoạch |
| Phong Phú (Huyện Bình Chánh)          | L10 Tuyến 10 | Thủ Thiêm (Thành phố Thủ Đức)       | —                                               | 18        | 69              |                        | 83,9           | Tham Lương, Thạnh Mỹ Lợi          | Trên kế hoạch |
| Xe điện mặt đất – Tramway             |              |                                     |                                                 |           |                 |                        |                |                                   |               |
|                                       | Tuyến 11     | Bến xe Miền Tây (Quận Bình Tân)     | (Huyện Củ Chi)                                  | —         | —               | —                      | 48,7           | Trung An                          | Trên kế hoạch |
| Chưa phân loại                        |              |                                     |                                                 |           |                 |                        |                |                                   |               |
|                                       | Tuyến 12     | (Quận 7)                            | (Huyện Cần Giờ)                                 | —         | —               | —                      | 48,7           |                                   | Trên kế hoạch |
| Tổng cộng                             | Tổng cộng    | Tổng cộng                           | Tổng cộng                                       | Tổng cộng |                 |                        | 510            |                                   |               |

## Nhà ga

### Nhà ga trung chuyển
| Tuyến                                                                                         | Nhà ga                  |
| --------------------------------------------------------------------------------------------- | ----------------------- |
| L1 L5                                                                                         | An Phú                  |
| L6 L9                                                                                         | Âu Cơ                   |
| L2 L6 L9                                                                                      | Bà Quẹo                 |
| L2 L5                                                                                         | Bảy Hiền                |
| L1 L2 L4                                                                                      | Bến Thành               |
| L2 L5                                                                                         | Bến xe Sông Tắc         |
| L1 L6                                                                                         | Bình Thái               |
| L6 L9                                                                                         | Bình Triệu              |
| L1 L3                                                                                         | Ngã sáu Cộng Hòa        |
| L6 L8                                                                                         | Công viên Gia Định      |
| L2 L7                                                                                         | Cung Thiếu nhi          |
| L2 L8                                                                                         | Dân Chủ                 |
| L3 L5                                                                                         | Đại học Y Dược          |
| L4 L8                                                                                         | Gò Vấp                  |
| L3 L5                                                                                         | Hàng Xanh               |
| L2 L8 L9                                                                                      | Hòa Hưng                |
| L4 L5                                                                                         | Công viên Hoàng Văn Thụ |
| L1 L10                                                                                        | Khu Công nghệ cao       |
| L3 L6                                                                                         | Vòng xoay Phú Lâm       |
| L5 L8                                                                                         | Phú Nhuận               |
| L4 L6                                                                                         | Sân bay Tân Sơn Nhất    |
| L2 L3                                                                                         | Tao Đàn                 |
| L1 L5                                                                                         | Tân Cảng                |
| L1 L5 L7                                                                                      | Thảo Điền               |
| L2 L10 Đường sắt cao tốc Bắc Nam Đường sắt nhẹ Thủ Thiêm - Cảng hàng không quốc tế Long Thành | Thủ Thiêm               |

### Các nhà ga chính

#### Ga trung tâm Bến Thành
Ga Bến Thành là nhà ga chung cho tuyến số 1, 2, 3A và 4 được xây dựng trên khu đất rộng 45.000 m² tại công trường Quách Thị Trang, phường Bến Thành, quận 1
Nhà ga có 4 tầng và phần trên mặt đất gồm:
- Phần mặt đất: bao gồm 4 cổng vào và khu quảng trường.
- Tầng 1: là khu phố ngầm dẫn đến ga Nhà hát Thành phố và được chia làm 4 khu vực: khu thương mại, khu bán hàng, khu bộ phận kỹ thuật, khu cổng ra vào và cổng kiểm soát.
- Tầng 2: khu đón tàu tuyến số 1 và tuyến số 3A, được chia ra 2 khu vực: khu đón tàu và khu bộ phận kỹ thuật.
- Tầng 3: khu vực chuyển tàu gồm: khu đón tàu tuyến số 4 với khu bộ phận kỹ thuật.
- Tầng 4: khu đón tàu tuyến số 2.

#### Ga Thủ Thiêm
Thủ Thiêm là nhà ga chung cho tuyến số 2, tuyến đường sắt nhẹ nối với Sân bay quốc tế Long Thành và tuyến đường sắt cao tốc Bắc Nam (đoạn Thành phố Hồ Chí Minh – Nha Trang)

## Thông tin chi tiết

#### Tuyến số 1

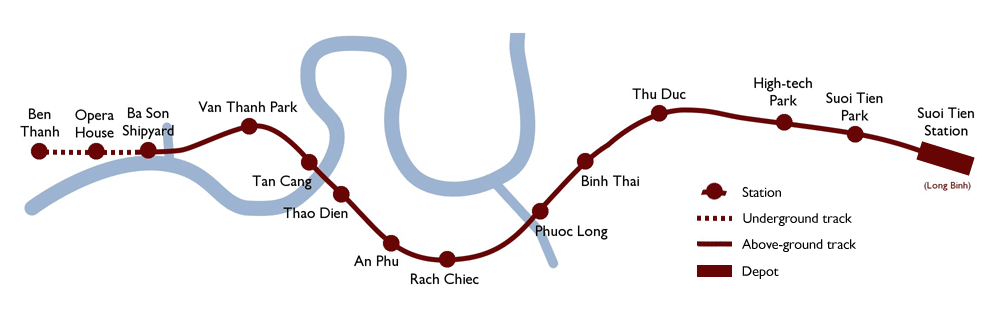
Bản đồ lộ trình tuyến số 1.

Tuyến số 1 có tổng chiều dài là 19,7 km được khởi công vào 2013 và đưa vào vận hành năm 2024.

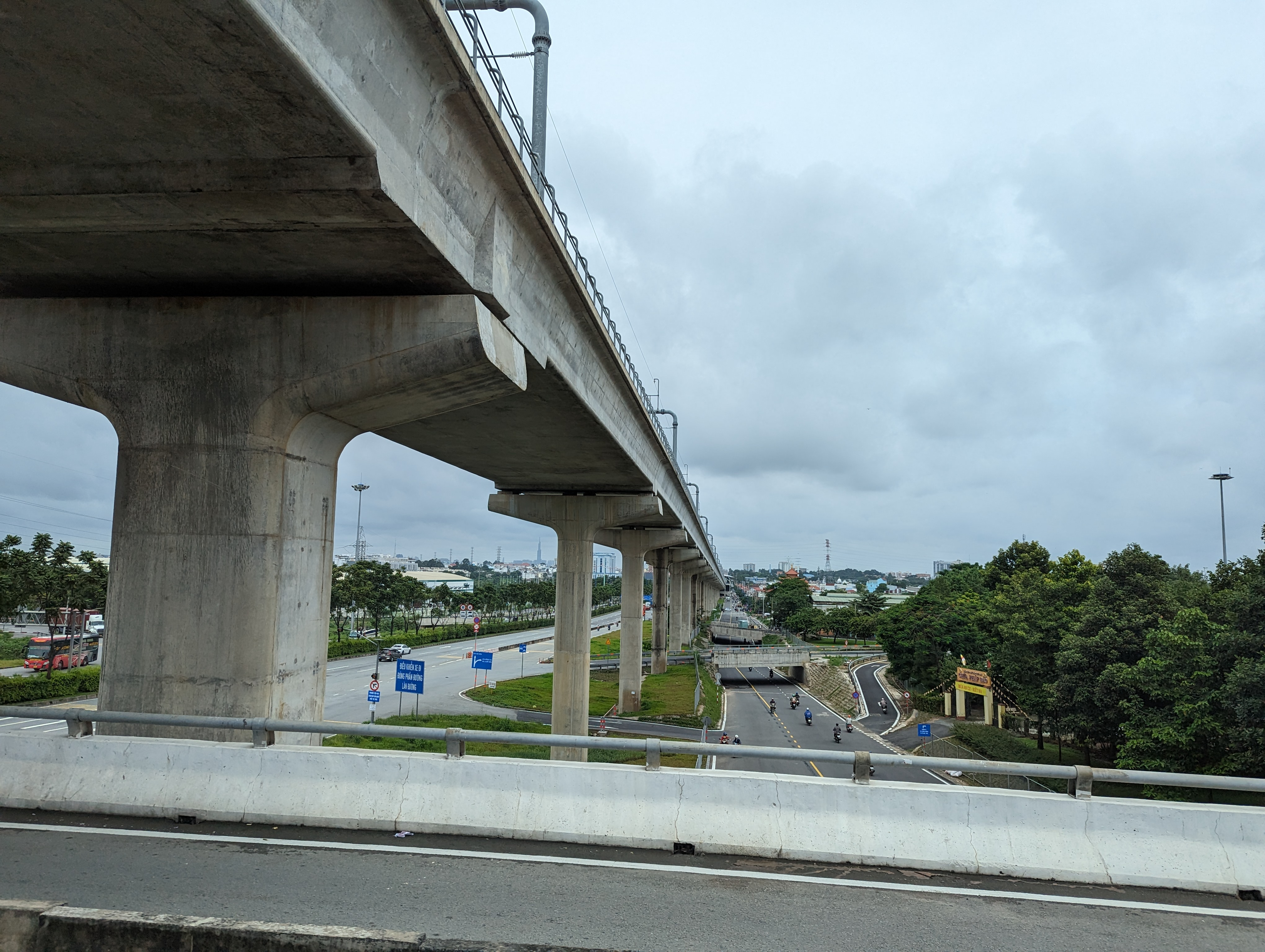
Tuyến số 1 chạy song song với xa lộ Hà Nội.

Điểm đầu của tuyến tại chợ Bến Thành, đi ngầm từ ga Bến Thành, qua các ga Nhà hát Thành phố, Ba Son, đi ngang qua sông Sài Gòn sau đó chạy dọc theo xa lộ Hà Nội và kết thúc tại Depot Long Bình.
Toàn tuyến bao gồm 14 nhà ga và 1 nhà Depot, trong đó có 3 ga ngầm là Bến Thành, Nhà hát Thành phố và Ba Son. 11 ga còn lại là ga trên cao (từ ga Công viên Văn Thánh đến ga bến xe Suối Tiên). Dự kiến tuyến số 1 sẽ được kéo dài từ ga bến xe Suối Tiên đến Bình Dương và đến thành phố Biên Hòa, tỉnh Đồng Nai trong tương lai.
Depot của tuyến số 1 đoạn Bến Thành – Suối Tiên được đặt tại phường Long Bình, thành phố Thủ Đức. Đây là khu trung tâm điều khiển và bảo dưỡng tàu cho tuyến đến năm 2040.

#### Tuyến số 2

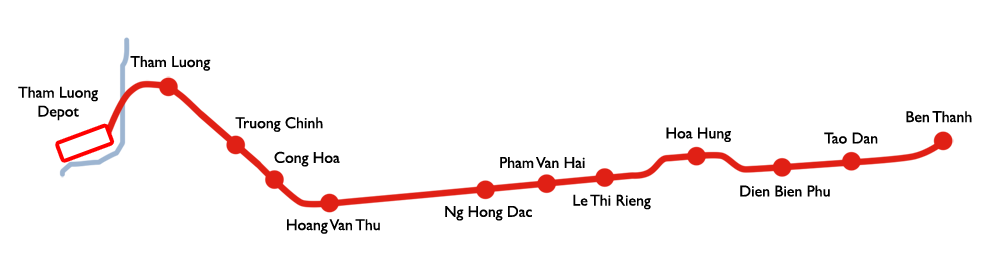
Bản đồ lộ trình tuyến số 2.

Tuyến tàu điện ngầm số 2 giai đoạn 1 là Bến Thành – Tham Lương và giai đoạn 2 là Khu đô thị Tây Bắc Củ Chi – Thủ Thiêm có tổng chiều dài khoảng 48 km, được phê duyệt vào năm 2010. Nhưng do ảnh hưởng các yếu tố như trượt giá, chi phí tài chính, xây dựng,... mà dự án đã tăng mức vốn đầu tư giai đoạn 1 lên 48.000 tỉ đồng. Dự kiến, tuyến số 2 (giai đoạn 1) sẽ hoàn thành vào năm 2026.
Tuyến số 2 sẽ được chia làm 3 giai đoạn:
- Giai đoạn 1 (Bến Thành – Tham Lương) có điểm đầu là ga Bến Thành đi ngầm theo đường Phạm Hồng Thái đến Ngã sáu Phù Đổng thì đi theo đường Cách Mạng Tháng Tám, tiếp đó là đường Trường Chinh và kết thúc tại ga Depot Tham Lương.
- Giai đoạn 2 (Bến Thành – Thủ Thiêm và Tham Lương – Bến xe An Sương) có điểm bắt đầu ở phía Nam giai đoạn 2 là ga Bến Thành, đi theo đường Hàm Nghi chạy ngang qua sông Sài Gòn rồi đi tiếp theo đường Mai Chí Thọ và kết thúc tại ga Thủ Thiêm. Còn ở phía Bắc là ga Tân Bình, đi dọc theo đường Trường Chinh và ga cuối là Bến xe An Sương.
- Giai đoạn 3 (Bến xe An Sương – Bình Mỹ).

Tuyến sẽ có 42 nhà ga, trong đó có khoảng 16 nhà ga ngầm và hơn 10 nhà ga trên cao. Tuy nhiên, trong 42 nhà ga, hiện chỉ mới có 26 nhà ga được quy hoạch còn 16 nhà ga còn lại vẫn chưa được đưa vào bản vẽ.
Depot của tuyến số 2 được đặt tại phường Tân Thới Nhất, quận 12 có diện tích khoảng 25,47 ha; cao 8 tầng và có 1 hầm.

### Tuyến đường sắt đô thị Quận 7 đi Cần Giờ
Phát biểu chỉ đạo tại Hội nghị công bố Quy hoạch TP.HCM thời kỳ 2021–2030, tầm nhìn đến năm 2050 chiều 4/1/2025, Thủ tướng Phạm Minh Chính khẳng định việc công bố Quy hoạch có ý nghĩa rất quan trọng, định hướng để các nhà đầu tư, đối tác có cơ sở nghiên cứu, thúc đẩy và mở rộng đầu tư.
Cũng tại buổi công bố Quy hoạch TP.HCM 2030 này, Thủ tướng cho biết đã giao Tập đoàn Vingroup nghiên cứu xây dựng hệ thống giao thông ngầm từ trung tâm TP.HCM đến Cần Giờ.
Đến ngày 20/03/2025, tức hơn 2 tháng sau, Vingroup trình phương án đường sắt đô thị đi Cần Giờ. Dự kiến vốn đầu tư 4 tỉ USD, hoàn thành năm 2028, phương thức đầu tư PPP (công – tư), loại hợp đồng BOO (xây dựng – sở hữu – kinh doanh). Tập đoàn Vingroup sẽ thực hiện việc đầu tư xây dựng bằng nguồn vốn của mình và nguồn vốn huy động theo quy định của pháp luật, sở hữu và khai thác, vận hành dự án sau khi hoàn thành.
Cũng theo đệ trình này, phương án hướng, tuyến và quy mô đầu tư, Vingroup đề xuất dự án có điểm đầu ở đường Nguyễn Văn Linh thuộc phường Tân Phú, quận 7. Điểm cuối nằm tại khu đất 39 ha tiếp giáp dự án Khu đô thị du lịch lấn biển Cần Giờ, xã Long Hòa, huyện Cần Giờ. Theo đề xuất, về kỹ thuật, dự án có quy mô đường đôi, khổ 1.435 mm/đường, đi trên cao với chiều dài 48,5 km, hạ tầng thiết kế với tốc độ 250 km/h, tải trọng trục 17 tấn/trục. Hai nhà ga dự kiến được bố trí ở quận 7 tại khu đất 20 ha và khu đất 39 ha, xã Long Hòa, huyện Cần Giờ. Năng lực chuyên chở hành khách, tàu có thể chở 30.000–40.000 người/hướng/giờ.

## Thông số kỹ thuật
- Chiều dài sân ga: 125 m
- Khoảng cách trung bình giữa các ga 700–1.300 m
- Tốc độ vận hành: 110 km/h
- Thời gian giữa hai chuyến: 4 phút (2 phút vào giờ cao điểm)
- Khổ đường ray: 1.435 mm
- Độ rộng tàu: 3 m

## Các đề xuất và quy hoạch cũ

### Đề xuất ban đầu năm 2001
| Tuyến đường                                        | Chiều dài (km) | Số nhà ga |
| -------------------------------------------------- | -------------- | --------- |
| Tây Bắc – Đông Nam                                 | 46,86          | 44        |
| Vành đai trong                                     | 43,14          | 45        |
| Sân bay Quốc tế Tân Sơn Nhất                       | 9,3            | 9         |
| Hòa Hưng – Xa lộ Hà Nội – Khu đô thị mới Thủ Thiêm | 21             | 18        |
| Chợ Bến Thành – Quận 2 – Quận 9 – Thủ Đức          | 27,5           | 18        |
| Biên Hòa – Bình Chánh – Hòa Hưng                   | 46             | 42        |

### Đề xuất năm 2007
| Tuyến đường | Chiều dài (km) | Số nhà ga | Đặc điểm         | Lộ trình                          |
| ----------- | -------------- | --------- | ---------------- | --------------------------------- |
| 1           | 19,7           | 14        | ngầm và trên cao | Bến Thành – Suối Tiên             |
| 2           | 11,3           | 11        | ngầm và trên cao | Bến Thành – Tham Lương            |
| 3           | 10,4           | —         | ngầm             | Bến Thành – Bình Tân              |
| 4           | 16             | —         | ngầm             | Lăng Cha Cả – Công viên Văn Thánh |
| 5           | 17             | —         | ngầm và trên cao | Thủ Thiêm – Cần Giuộc             |
| 6           | 6              | —         | ngầm             | Bà Quẹo – Phú Lâm                 |

### Đề xuất năm 2009
| Tuyến đường | Chiều dài (km)                                                       | Số nhà ga                                                               | Đặc điểm         | Lộ trình                                                                                |
| ----------- | -------------------------------------------------------------------- | ----------------------------------------------------------------------- | ---------------- | --------------------------------------------------------------------------------------- |
| 1           | 19,7 (2,6 ngầm và 17,1 trên cao)                                     | 14 (3 ngầm, 11 trên cao)                                                | ngầm và trên cao | Bến Thành – Suối Tiên                                                                   |

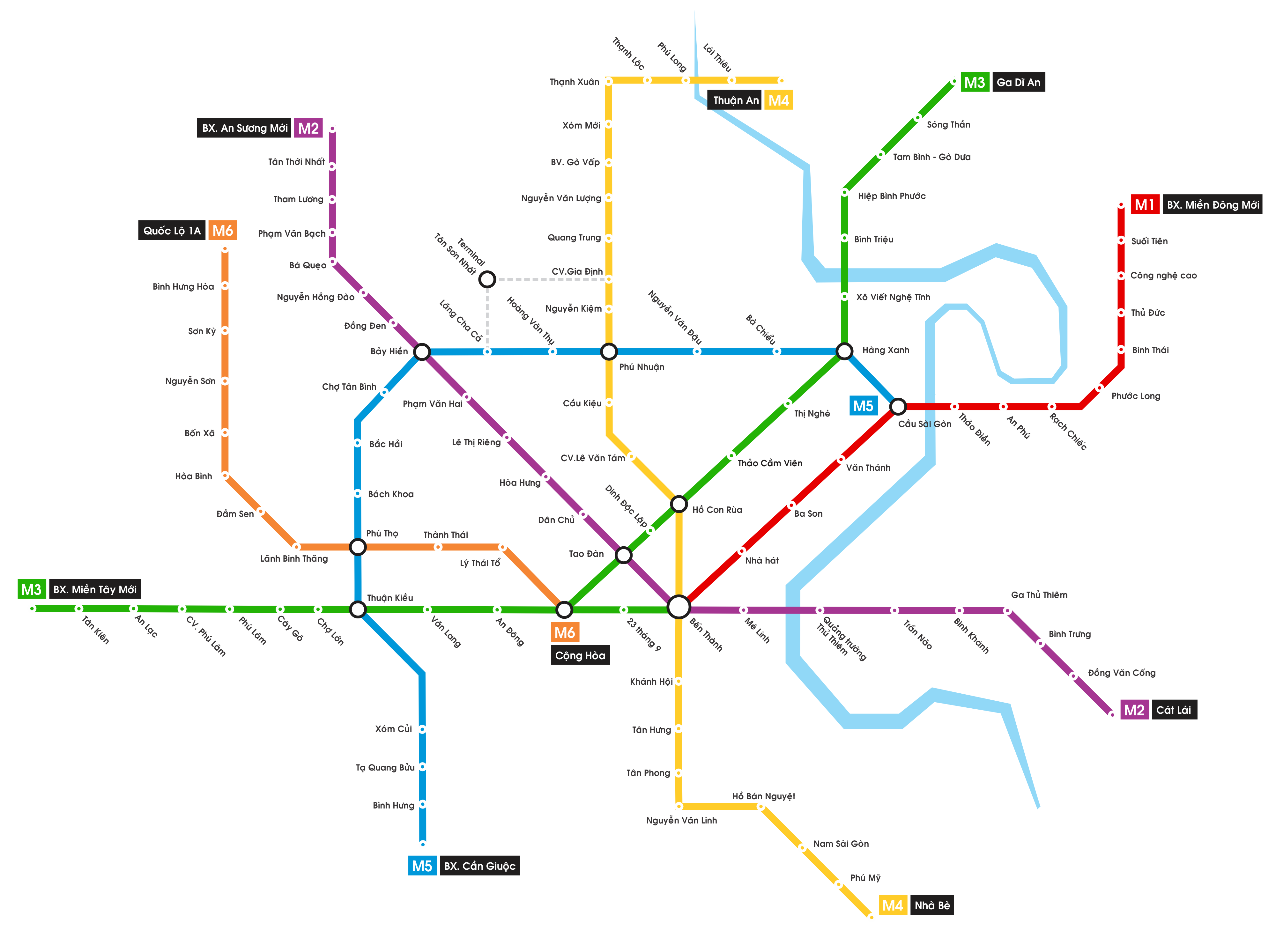
Mạng lưới tàu điện ngầm Thành phố Hồ Chí Minh trước đó.

| 2           | Giai đoạn 1: 11,3 (9,5 ngầm và 1,8 trên cao) Giai đoạn 2: 7.7        | Giai đoạn 1: 11 (10 ngầm, 1 trên cao) Giai đoạn 2:                      | ngầm và trên cao | Gđ 1: Bến Thành – Tham Lương Gđ 2: Thủ Thiêm – Bến Thành & Tham Lương – Bến xe Tây Ninh |
| 3A          | Giai đoạn 1: 9.7 (ngầm) Giai đoạn 2: 6.5                             | Giai đoạn 1: 10 ngầm Giai đoạn 2:                                       | ngầm và trên cao | Gđ 1: Bến Thành – Bến xe Miền Tây Gđ 2: Bến xe Miền Tây – Tân Kiên                      |
| 3B          | 12,1 (9,1 ngầm và 3 trên cao).                                       | 10 (8 ngầm, 2 trên cao)                                                 | ngầm và trên cao | Ngã 6 Cộng Hòa – Hiệp Bình Phước                                                        |
| 4A          | 24 (19 ngầm và 5 trên cao)                                           | 20 (15 ngầm, 5 trên cao)                                                | ngầm và trên cao | Thạnh Xuân (Quận 12) – Nguyễn Văn Linh (Quận 7)                                         |
| 4B          | 5.2                                                                  | —                                                                       | ngầm             | Công Viên Gia Định – Sân bay Tân Sơn Nhất – Lăng Cha Cả                                 |
| 5           | Giai đoạn 1: 8.9 (ngầm) Giai đoạn 2: 14,8 (7,4 ngầm và 7,4 trên cao) | Giai đoạn 1: 9 (8 ngầm, 1 trên cao) Giai đoạn 2: 13 (7ngầm, 6 trên cao) | ngầm và trên cao | Ngã 4 Bảy Hiền – Cầu Sài Gòn Ngã 4 Bảy Hiền – Bx Cần Giuộc mới                          |
| 6           | 6.7 (ngầm)                                                           | 7 ngầm                                                                  | ngầm             | Trường Chinh – Vòng xoay Phú Lâm                                                        |

### Quy hoạch năm 2013
| Tuyến đường | Hướng tuyến | Chiều dài (km) | Số nhà ga | Đặc điểm         | Ghi chú |
| ----------- | --- | -------------- | --------- | ---------------- | --- |
| 1           | Bến Thành – Bến xe Suối Tiên | 19,7           | 14        | ngầm và trên cao | Đã vận hành ngày 22/12/2024 |
| 2           | Thủ Thiêm – Bến Thành (Giai đoạn 2) Bến Thành – Tham Lương (Giai đoạn 1) Tham Lương – Bến xe An Sương (Giai đoạn 2) Bến xe An Sương – Tỉnh lộ 7 (Củ Chi) (Giai đoạn 3) | 48             | 42        | ngầm và trên cao | |
| 3A          | Bến Thành – Tân Kiên | 19,8           | 18        | ngầm và trên cao | Dừng triển khai do dự án bị hủy Chuyển đoạn Bến Thành – Ngã sáu Cộng Hòa vào tuyến 1 Nhập đoạn còn lại với tuyến 3B thành tuyến 3 |
| 3B          | Ngã sáu Cộng Hòa – Hiệp Bình Phước | 12,2           | 11        | ngầm và trên cao | Dừng triển khai do dự án bị hủy Nhập với phần lớn tuyến 3A thành tuyến 3                                                          |
| 4           | Thạnh Xuân – Hiệp Phước | 35,7           | 32        | ngầm và trên cao | |
| 4B          | Công Viên Gia Định – Sân bay Tân Sơn Nhất – Công viên Hoàng Văn Thụ | 3,4            | 3         | ngầm             | Dừng triển khai do dự án bị hủy Nhập vào tuyến 4                                                                                  |
| 5           | Tân Cảng – Bến xe Cần Giuộc mới | 23,4           | 22        | ngầm và trên cao | |
| 6           | Bà Quẹo – Vòng xoay Phú Lâm | 6.7            | 7         | ngầm             | |
| M2          | Thanh Đa – Nguyễn Văn Linh | 27,2           | 17        | trên cao         | |
| M3          | Ngã sáu Gò Vấp – Tân Chánh Hiệp | 16,5           | 8         | trên cao         | |
| T           | Công trường Mê Linh – Bến xe Miền Tây | 12,8           | 23        | mặt đất          | |

## Sự cố xây dựng
Từ tháng 9 năm 2014 đến tháng 1 năm 2015, tại hạng mục thi công cọc khoan nhồi của gói thầu số 2, đã có 4 cọc để xảy ra sự cố như để rơi lồng thép, trồi lòng thép, sai lệch vị trí tim cọc 0,5 m trong khi thi công cọc khoan.
Vào khoảng 14h15 ngày 30 tháng 1 năm 2016, chiếc xe cần cẩu nặng hàng chục tấn mang biển số 50LA-2135 đang đưa các khối đá bê tông lớn để thử tải tuyến đường sắt đô thị Bến Thành – Suối Tiên đã bất ngờ mất thăng bằng rồi đổ sập xuống. Sự cố khiến người điều khiển cần cẩu bị thương phải nhập viện cấp cứu.